# 1 Czechosłowacka Samodzielna Brygada
1 Czechosłowacka Samodzielna Brygada (cz. 1 československá samostatná brigáda, ros. 1-я чехословацкая отдельная бригада) – czechosłowacka jednostka wojskowa u boku Armii Czerwonej podczas II wojny światowej.

## Historia
Brygada powstała 10 maja 1943 w Nowochopiorsku na bazie 1 Czechosłowackiego samodzielnego batalionu piechoty. Od 12 czerwca jej dowódcą był płk (od 16 grudnia generał) Ludvík Svoboda.
We wrześniu liczyła 3500 żołnierzy, w tym około 2200 Rusinów (w tym byłych więźniów łagrów), ok. 560 Czechów, ok. 340 Słowaków, ok. 200 Żydów i ponad 160 Rosjan. Wśród tych ostatnich było 21 oficerów i 148 specjalistów z zakresu techniki. Oprócz standardowego uzbrojenia Brygada miała na stanie 12 dział 76 mm, 6 haubic 122 mm, 10 lekkich samochodów pancernych BA-64B, 10 lekkich czołgów T-70 i 10 średnich czołgów T-34/76.
Brygada operacyjnie wchodziła w skład 1 Frontu Ukraińskiego. Na front przybyła w październiku. Jej szlak bojowy prowadził przez Kursk, Lgow, Worożba, Bachmacz, Pryłuki, Pietrowka, Nowy Byków, Kijów, Wasilków, Fastów, Krasnolesy, Biała Cerkiew, Buzówka, Sabarowka, Tetiew, Kazatin, Berdyszów, Połonne, Sławuta, Równe, Łuck, Starokonstantynów, Kamieniec Podolski i Czerniowce. Do największych walk Brygady należała bitwa o Kijów (3–6 listopada 1943), w rejonie Wasilkowa (9–11 listopada 1943), bitwa o Białą Cerkiew (31 grudnia 1943 – 2 stycznia 1944). Łączne straty wyniosły co najmniej 384 żołnierzy.
Po zakończeniu II wojny światowej przekształcona w 1 Dywizję Piechoty.

## Struktura organizacyjna
- dowództwo
- 1 batalion piechoty
- 2 batalion piechoty
- 1 batalion czołgów
- 1 dowództwo artylerii
- 2 dowództwo artylerii przeciwpancernej
- kompania przeciwlotniczych karabinów maszynowych
- bateria dział przeciwlotniczych
- kompania sztabowa
- kompania transportowa
- kompania saperów
- kompania medyczna
- kompania samochodowa
- służby

## Dowódcy brygady
- płk Jan Kratochvíl (30.05.1943 – czerwiec 1943)
- płk/gen. bryg. Ludvík Svoboda (czerwiec 1943 – 10.09.1944)
- p.o. mjr Otmar Záhora (10.09.1944 – 11.09.1944)
- p.o. kpt. sztab. Lubomír Novák (11.09.1944 – 21.09.1944)
- gen. bryg. Jaroslav Vedral (21.09.1944 – 06.10.1944)
- p.o. mjr Otmar Záhora (06.10.1944 – 08.10.1944)
- gen. bryg. Bohumil Boček (08.10.1944 – 28.12.1944)
- płk dypl. Viliam Talský (28.12.1944 – 12.01.1945)
- płk dypl./gen. bryg. Jan Satorie (12.01.1945 – 03.04.1945)
- płk dypl.Jaroslav Brož (03.04.1945 – 19.04.1945)
- gen. bryg. Oldřich Španiel (19.04.1945 – 15.05.1945)